# Mộ tập thể 3000 người
Ngày 07 tháng 04 năm 1972, khi Quân Giải phóng miền Nam Việt Nam chiếm được Lộc Ninh thì tiếp tục tấn công như vũ bão nhằm chiếm luôn Bình Long. Quân lực Việt Nam Cộng Hòa ra sức giữ Bình Long vì "Bình Long mất, Sài Gòn không còn".
Suốt 32 ngày đêm (từ 13 tháng 04 - 15 tháng 05 năm 1972), chiến sự diễn ra vô cùng ác liệt, một bên là Quân Giải phóng miền Nam Việt Nam quyết tâm chiếm Bình Long và một bên là Quân lực Việt Nam Cộng Hòa quyết giữ Bình Long bằng mọi giá. Quân lực Việt Nam Cộng Hòa tập trung vào đây mọi hoả lực hiện có kể cả máy bay B52 thả bom rải thảm cày nát mặt đất, thả bom vào cả bệnh viện thị trấn An Lộc nơi mà phần lớn nhân dân tập trung tránh đạn pháo và kể cả binh lính Việt Nam Cộng hòa bị thương đang điều trị khiến hàng ngàn người bị chết, nhà cửa hư hại. Sau khi chiến sự kết thúc, để giải quyết số người chết trong 32 ngày đêm đó, Việt Nam Cộng Hòa dùng xe ủi, ủi bốn rãnh lớn chôn các xác chết sau khi gom lại, hình thành ngôi mộ tập thể trên 3.000 người
Ngày 02 tháng 04 năm 1975, Quân Giải phóng miền Nam Việt Nam chiếm được Bình Long.
Ngày 01 tháng 04 năm 1985, ngôi mộ tập thể này được Bộ Văn hóa, Thể thao và Du lịch công nhận là di tích lịch sử văn hóa khắc sâu sự khắc nghiệt của Chiến tranh Việt Nam với nhân dân Bình Long.

## Hiện trạng
Ngày 11 tháng 06 năm 2012, Ủy ban nhân dân Tỉnh Bình Phước phê duyệt dự án đầu tư xây dựng công trình tu bổ, tôn tạo di tích mộ tập thể 3.000 người. Đây là công trình mang ý nghĩa nhân văn sâu sắc, giáo dục tinh thần yêu nước, góp phần tôn tạo mỹ quan độ thị thị xã Bình Long
Ngày 01 tháng 07 năm 2013, Ủy ban nhân dân thị xã Bình Long đã khởi công dự án tu bổ, tôn tạo di tích lịch sử cấp quốc gia mộ tập thể 3.000 người tại phường An Lộc. Bí thư Tỉnh ủy Bình Phước Nguyễn Tấn Hưng và Phó Chủ tịch Ủy ban nhân dân Tỉnh Bình Phước Nguyễn Huy Phong đến dự lễ. Công trình thi công với kinh phí gần 1 ngàn đồng.

## Quy mô
Diện tích 4.309 m2, trong đó 3.349 m2 diện tích giải tỏa di dời trụ sở làm việc chi nhánh ngân hàng chính sách - xã hội Bình Long và một số cơ quan nhà nước.
Các hạng mục gồm: Đài tưởng niệm 12,6 m bằng đá tự nhiên. Khu mộ kích thước 3,79 m x 13,5 m, cao 0,9 m, thành mộ bằng đá khối. Lầu hóa vàng 1,6 m2 ghép bằng đá tự nhiên. Nhà bia tưởng niệm 18 m2. Nhà nghỉ chân 30 m2. Nhà đón tiếp 202 m2 và nhà bảo vệ, cổng chính, sân vườn, biển di tích.